# Клирмонт (Вајоминг)
Клирмонт (енгл. Clearmont) град је у америчкој савезној држави Вајоминг.

## Демографија
По попису из 2010. године број становника је 142, што је 27 (23,5%) становника више него 2000. године.
| Група             | 2000.       | 2010.       |
| Белци             | 108 (93,9%) | 126 (88,7%) |
| Афроамериканци    | 0 (0,0%)    | 0 (0,0%)    |
| Азијати           | 0 (0,0%)    | 0 (0,0%)    |
| Хиспаноамериканци | 4 (3,5%)    | 11 (7,7%)   |
| Укупно            | 115         | 142         |